# Mamma Mia (песня)
«Mamma Mia» — песня шведской группы ABBA, впервые выпущенная на их одноимённом альбоме в апреле 1975 года, затем в виде сингла в сентябре 1975 года. Эта песня стала вторым после «Waterloo» хитом группы, возглавившим чарт в Великобритании. В 2021 году журнал Rolling Stone поместил эту песню на пятое место в своем списке 25 величайших песен ABBA.

## О песне
Песня «Mamma Mia» написана Бенни Андерссоном и Бьорном Ульвеусом в доме Бьорна в пригороде Стокгольма. Название предложил менеджер Стиг Андерсон, выбрав универсальное и легко запоминающееся междометие (в переводе с итал. — «моя мама»), являющееся в английском языке устойчивым выражением и означающее крайнее удивление.
Несмотря на то, что «Mamma Mia» открывает альбом, композиция была последней из записанных. Работа над инструментальной основой песни началась 12 марта 1975 года, менее чем за шесть недель до выхода альбома, в студии Metronome в Стокгольме. Затем Агнета Фельтског и Анни-Фрид Лингстад записали вокальные партии, а 15 марта были добавлены струнные и дополнительные гитарные партии. Андерссон отмечал, что «Mamma Mia» — пример того, как ABBA экспериментировали в студии, добавляя мелодии и гармонии, которые оживляли песню. В финальную запись включили маримбу, что придало песне запоминающееся звучание с первых секунд.
В апреле 1975 года для продвижения альбома группа сняла промо-клипы на четыре песни: «Mamma Mia», «SOS», «I Do, I Do, I Do, I Do, I Do» и «Bang-A-Boomerang». Хотя выпуск «Mamma Mia» в качестве сингла не планировался (в Великобритании ABBA воспринимали как группу одного хита), события в Австралии изменили ситуацию: там песня быстро завоевала популярность. С начала показа клипов на телевидении жители Австралии полюбили песни ABBA, особенно выделив «Mamma Mia» с её запоминающимся вступлением на маримбе и ярким образом Агнеты и Фриды в эксцентричных костюмах, и австралийская компания RCA убедила Polar Music выпустить «Mamma Mia» отдельным синглом, хотя шведская сторона первоначально отказывалась, планируя вначале выпустить «SOS». В итоге решение о выпуске было принято, и в ноябре 1975 года песня стала хитом, продержавшись на вершине австралийских чартов 10 недель и значительно подняв продажи альбома ABBA. Этот успех привлёк внимание британского лейбла Epic Records, и после продвижения «SOS» ABBA вернулись на вершину британских чартов с «Mamma Mia» в январе 1976 года. 31 января 1976 года «Mamma Mia» вытеснила с первой позиции сингл группы Queen «Bohemian Rhapsody», который по совпадению содержал строчку «mamma mia, mamma mia, mamma mia let me go». Сингл «Mamma Mia» вошёл в Топ-5 в десяти странах Европы, а популярность ABBA в Великобритании продолжала расти, обеспечив группе серию из 18 синглов в британском Топ-10 и миллионы проданных альбомов на десятилетия вперёд.
В 1980 году испанская версия песни вошла в альбом ABBA Gracias Por La Música.

## Участники записи
- Анни-Фрид Лингстад — вокал и бэк-вокал
- Агнета Фэльтског — вокал и бэк-вокал
- Бьорн Ульвеус — ритм-гитара и бэк-вокал
- Бенни Андерссон — маримба, фортепиано и бэк-вокал
- Янне Шаффер — соло-гитара
- Майк Уотсон — бас-гитара
- Роджер Палм — ударные
- Майкл Третов - звукорежиссёр

## Позиции в хит-парадах
| Чарт (1975—1976)                 | Позиция |
| -------------------------------- | ------- |
| American Billboard Hot 100       | 32      |
| Australian Kent Music Report     | 1       |
| Austrian Singles Chart           | 3       |
| Belgian VRT Top 30 Singles Chart | 2       |
| British Singles Chart            | 1       |
| Canadian Singles Chart           | 20      |
| Dutch Top 40                     | 13      |
| Finnish Singles Chart            | 14      |
| German Singles Chart             | 1       |
| Irish Singles Chart              | 1       |
| New Zealand RIANZ Singles Chart  | 2       |
| Norwegian VG-lista Singles Chart | 2       |
| Rhodesian Singles Chart          | 20      |
| South African Singles Chart      | 5       |
| Swiss Singles Chart              | 1       |
| Чарт (2008)                      | Позиция |
| Italian FIMI Singles Chart       | 12      |
| Australian ARIA Singles Chart    | 48      |
| British Singles Chart            | 56      |
| Swiss Singles Chart              | 60      |

| Хит-парад (1976)      | Позиция |
| --------------------- | ------- |
| Канада (RPM Year-End) | 147     |

## Кавер-версии

### Версия A*Teens
«Mamma Mia» стала первым и самым успешным синглом шведской подростковой группы A*Teens. После появления песни на шведском радио и телевидении в апреле 1999 года она имела такой успех, что по требованиям фанатов новой группы и музыкальных магазинов релиз сингла состоялся на неделю раньше запланированного — 10 мая вместо 17-го. Сразу после релиза композиция возглавила шведский хит-парад и оставалась на первой строчке в течение восьми недель. За полгода продаж сингл стал четырежды платиновым. В целом он оказался самым продаваемым синглом 1999 года в Швеции.
Видеоклип на песню был снят 27 марта 1999 года в Швеции (режиссёр — Хенрик Сильвен). В нём участники группы, которым на тот момент было 14—15 лет, показаны официантами на выставке картин в окружении скучных взрослых посетителей. Они обнаруживают картину, заряженную магической силой и переносящую их всех на молодёжную вечеринку. В видеоклипе намеренно скопированы некоторые элементы из клипов ABBA. В качестве массовки в съёмках участвовали ученики хореографической школы, в которой был набран состав A*Teens.
Текст песни немного отличался от оригинального текста ABBA — вместо изменённой концовки второго припева в версии A*Teens исполняется та же концовка, что и в первом.
«Mamma Mia» является единственной записью, выпущенной A*Teens под их первоначальным названием ABBA Teens (смена названия произошла летом 1999 года).

#### Список композиций
Макси-сингл, Европа:
| №  | Название                       | Длительность |
| -- | ------------------------------ | ------------ |
| 1. | «Mamma Mia» (Radio Version)    | 3:43         |
| 2. | «Mamma Mia» (Giuseppe Remix)   | 5:35         |
| 3. | «Mamma Mia» (Jam Lab Remix)    | 3:56         |
| 4. | «Mamma Mia» (Extended Version) | 4:48         |

#### Хит-парады
| Страна         | Позиция |
| -------------- | ------- |
| Австрия        | 14      |
| Бельгия        | 10      |
| Великобритания | 12      |
| Германия       | 10      |
| Нидерланды     | 7       |
| Новая Зеландия | 13      |
| Норвегия       | 3       |
| Финляндия      | 14      |
| Франция        | 51      |
| Швейцария      | 9       |
| Швеция         | 1       |

### Другие версии
- Британская группа Depeche Mode записала кавер-версию песни в 1981 году, которая так и не была представлена общественности[21].
- Кавер-версию представила шведская пауэр-метал-группа ReinXeed[22].
- Шер включила «Mamma Mia» в свой альбом кавер-версий песен ABBA Dancing Queen[23].

## Упоминания в других произведениях
- Включена в одноимённый мюзикл, фильм и его продолжение.
- ABBA исполняют отрывки из песни в фильме «ABBA: The Movie» (1977).
- Песня звучит в художественных фильмах «Приключения Присциллы, королевы пустыни» (1993) и «Свадьба Мюриэл» (1994).